# トリヴィクラマセーナ王
トリヴィクラマセーナ (Torivikuramasēna) は、インドの説話集『ヴェーターラ・パンチャヴィンシャティカー』（屍鬼二十五話）に登場する偉大な王。
『ヴェーターラ・パンチャヴィンシャティカー』は死体に取りついたヴェーターラがトリヴィクラマセーナ王に聞かせる25の不思議な物語から成り、各話の最後にヴェーターラが問答を仕掛け、トリヴィクラマセーナ王がそれに見事に答えるという形式を持つ。王が謎を解くと、死体はもとの樹に帰ってしまい、最後に王はシヴァ神に認められ、ヴィディヤーダラ族の転輪聖王とされた。そしてアパラージタ（無敵）という剣を与えた。その後、王は剣の力で全地を平らげて転輪聖王の位につき、ついにはシヴァ神と合一した。